# Comité de Libertades Individuales e Igualdad (Túnez)
El Comité de Libertades Individuales e Igualdad (en francés Commission des libertés individuelles et de l'égalité, COLIBE) es una comisión creada por el presidente de Túnez Béji Caïd Essebsi el 13 de agosto de 2017. El comité está a cargo de preparar un informe sobre reformas legislativas en torno a la igualdad y las libertades individuales en línea con la Constitución de 2014 y con los estándares de derechos humanos internacionales.

## Misión
El comité está encargado en contribuir a la mejora de la igualdad y las libertades individuales en Túnez a través de la preparación de un proyecto de reforma de acuerdo con los requisitos del Constitución tunecina de 2014 y losestándares de derechos humanos internacionales.
La propia Constitución incluye capítulos sobre libertades individuales y los principios de igualdad, aunque gran parte de la legislación ha sido heredada del protectorado francés y la dictadura, siendo incompatible con los principios y espíritu de cambio.

## Miembros
El Comité de Libertades Individuales e Igualdad está constituido por nueve miembros:
| Cuadro | Nombre              | Perfil |
| ------ | ------------------- | --- |
|        | Bochra Belhaj Hmida | Abogada y miembro de la Asamblea de Representantes del Pueblo, es una activista por los derechos de las mujeres y los derechos humanos. Es miembro fundadora de la Asociación Tunecina de Mujeres Democráticas y miembro fundador de la sección local de Amnistía Internacional. |
|        | Kerim Bouzouita     | Doctor en antropología. Es profesor en varias universidades de Túnez, incluyendo la Escuela Política de Túnez y la Escuela Superior de Economía, así como en el extranjero, como la Universidad Loyola de Chicago o la Universidad de Canterbury. Es el autor de varios trabajos antropológicos sobre la cuestión del poder. |
|        | Abdelmajid Charfi   | Islamólogo, profesor emérito de las Universidades Tunecinas y antiguo decano de la Facultad de Literatura y Ciencias Humanas de Túnez, es el autor de varios libros sobre pensamiento islámico clásico y contemporáneo. Fue director en la UNESCO sobre comparativa religiosa entre 1999 y 2003. Es también miembro de la Autoridad Superior para la Realización de los Objetivos de la Revolución, Reforma Política y Transición Democrática desde 2011 y presidente de la Academia Tunecina de Ciencias, Letras y Artes desde 2015. |
|        | Slim Laghmani       | Profesor de derecho público y ciencia política en la Facultad de Ciencias Jurídicas en Túnez, fue director del laboratorio de búsqueda "Ley de la Unión Europea y Relaciones Magreb-Europa" entre 2001 y 2013. Es autor de varios libros sobre derecho, religión y modernidad. Es miembro del comité de expertos dentro de la Autoridad Superior para Realización de los Objetivos de la Revolución, Reforma Política y Transición Democrática y presidente de la subcomisión de libertades civiles. Actualmente es presidente de la Asociación Tunecina de Derecho Constitucional y miembro del Tunisian Asociación de miembro y Ley Constitucionales del consejo científico de la Academia Internacional de Derecho Constitucional. |
|        | Salwa Hamrouni      | Profesora asociada de Derecho Público en la Facultad de Legalidad, Ciencias Políticas y Sociales de Túnez, en la Universidad de Cartago, es especialista en derecho internacional sobre derechos humanos y derecho constitucional. Su investigación se centra en derechos y libertades de la ley tunecina e internacional. Es miembro del comité para la redacción de la Ley del Tribunal Constitucional. Es experta y asesora en derechos humanos a varias organizaciones nacionales e internacionales como la UNESCO, el Programa de Desarrollo de las Naciones Unidas y Abogados Sin Fronteras. |
|        | Slaheddine Jourchi  | Escritor y activista para por los derechos humanos, es presidente del Consejo Civil Nacional, fue vicepresidente del Liga Tunecina de los Derechos Humanos y miembro fundador del Foro Al Jahedh, una asociación para promover el pensamiento árabe-islámico y la consolidación de la identidad nacional. |
|        | Iqbal Gharbi        | Académico y director de la cátedra de antropología de la religión en el Instituto Superior de Teología y el Centro para Innovación Pedagógica en la Universidad de Ez-Zitouna. Doctor en antropología por la Universidad Descartes de París, es el responsable para la revisión científica del Instituto Superior de Teología, Ettanwir. |
|        | Malek Ghazouani     | Es un magistradoy vicepresidente del Tribunal de Primera Instancia de Túnez. |
|        | Dora Bouchoucha     | Profesora de literatura inglesa, productora de cine y directora de varios programas educativos africanos y árabes, fue la directora del Festival de cine de Cartago para durante tres ediciones. Ha sido elegida como una de las 100 personas más influyentes de África. |

## Trabajo del comité
El trabajo comenzó el 14 de agosto de 2017, creando un inventario de leyes que socavan la igualdad y las libertades individuales y que no están conformidad con la Constitución y compromisos de Túnez sobre derechos humanos.
Simultáneamente, el comité decidió adoptar una aproximación participativa y consultiva al invitar a personas de la vida pública para contribuir al proyecto. A través de esta aproximación, ministerios, los partidos políticos representaron en la Asamblea de los Representantes de las Personas y gobierno, organizaciones de sociedad civiles especializadas, academics especializando en varias disciplinas (sociólogos, becarios de Universitarios de Ez-Zitouna, etc.) estuvo consultado y sus contribuciones ayudaron para mover el trabajo del comité adelante significativamente.